# 薩爾斯堡博物館
薩爾斯堡博物館（德語：Salzburg Museum）是奧地利城市薩爾斯堡的博物館。

## 历史
博物館創建於1834年，展示主題是薩爾茨堡及其附近地區的藝術和文化歷史。
2005年博物館搬入現在的地址。2009年，薩爾斯堡博物館被評為欧洲年度博物馆。

## 外部連結
- Official website （页面存档备份，存于）
- Viva! MOZART （页面存档备份，存于）